# افسانه مشت: بازگشت چن زن
افسانه مشت: بازگشت چن زن (به انگلیسی: Legend of the Fist: Return of Chen Zhen) یک فیلم سینمایی هنگ کنگی در ژانر فیلم رزمی و ابرقهرمانی محصول سال ۲۰۱۰ به کارگردانی و تهیه کنندگی اندرو لاو و بازیگری دانی ین به عنوان چن ژن است، نقشی که در سال ۱۹۷۲ توسط بروس لی در فیلم خشم اژدها مشهور است؛ و بار دوم در فیلم مشت افسانه‌ای (۱۹۹۴) با بازی جت لی به عنوان چن ژن.
فیلمبرداری اصلی در نوامبر ۲۰۰۹ آغاز شد و در اوایل فوریه ۲۰۱۰ به پایان رسید. این فیلم در ۲۱ سپتامبر ۲۰۱۰ و دو روز بعد در ۲۳ سپتامبر ۲۰۱۰ در سینماهای چین اکران شد.

## خلاصه داستان فیلم
سال پس از مرگ «چن ژن» که پس از مشخص شدن مسئولیت او در مرگ معلم خود در شانگهای به ضرب گلوله کشته شده، مردی اسرارآمیز از راه رسیده و با مافیای محلی دوست می‌شود. مرد خود را به شکل «چن زن» درآورده و قصد دارد هنگام اتحاد مافیا با ژاپن به درون آنها نفوذ کند و…